# Upplands runinskrifter Fv1953;270
Upplands runinskrifter Fv1953;270 är ett vikingatida runstensfragment av granit i Skånela kyrka, Skånela socken och Sigtuna kommun. Stenen är inmurad 16 meter upp på utsidan av Skånela kyrkas norra vägg. Fragmentets mått är 64 gånger 33 centimeter. Ristningen är tydlig och mycket skickligt huggen.
Troligen utgör inte detta runstensfragment en del av U Fv1979;245 utan är istället ytterligare en parsten till U 297.

## Inskriften
Translitterering av runraden:
...ybiar- ... ... br(o)þur · sin ...
Normalisering till runsvenska:
[S]igbior[n]/[S]øybior[n] ... ... broður sinn ...
Översättning till nusvenska:
... Sigbjörn ... sin broder ...